# Dialekty środkowoniemieckie

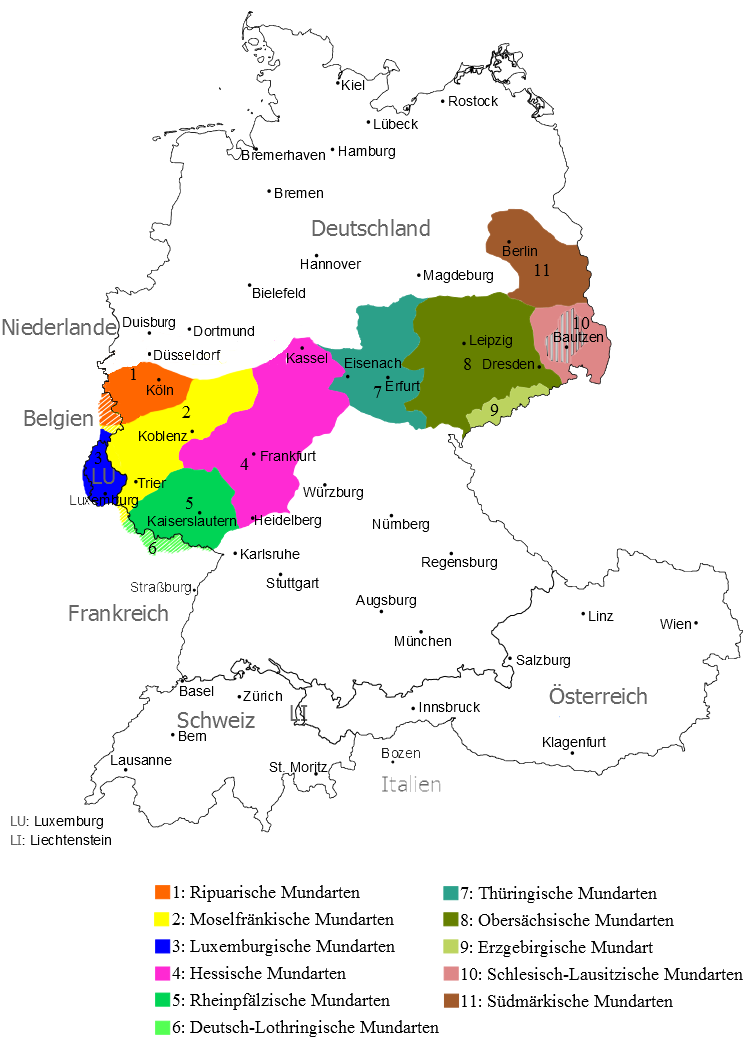
Dialekty i gwary środkowoniemieckie - podział szczegółowy

Dialekty środkowoniemieckie – zespół dialektów języka wysokoniemieckiego, których obszar występowania stanowi pas rozciągający się od Nadrenii do Turyngii. Graniczą one od północy z dialektami dolnoniemieckimi i od południa z dialektami górnoniemieckimi.
Dialekty środkowoniemieckie dzielą się na dialekty zachodniośrodkowoniemieckie i wschodniośrodkowoniemieckie. Dialekty te charakteryzują się tym, że przeszły tylko cztery pierwsze fazy wysokoniemieckiej przesuwki spółgłoskowej.
Z dialektów środkowoniemieckich wywodzą się standardowy język niemiecki i język luksemburski.

## Podział
W skład dialektów środkowoniemieckich wchodzą następujące etnolekty: 
- język zachodnio-środkowo-niemiecki(inne języki)
  - dialekt środkowofrankoński
    - gwary rypuaryjskie
    - gwary mozelsko-frankońskie (w tym język luksemburski)

  - dialekt reńsko-frankoński
    - gwary palatynackie
    - gwary lotaryńskie
    - gwara północnoheska
    - gwara wschodnioheska
    - gwara górnoheska
    - gwara zachodnioheska
- język wschodnio-środkowo-niemiecki(inne języki)
  - dialekt turyngeński
  - dialekt górnosaksoński
  - dialekt śląski
    - gwara kłodzka
    - gwara wrocławska

  - dialekt wysokopruski
  - nordobersächsisch
  - südmärkisch